# Prunișor
Prunișor là một xã thuộc hạt Mehedinți, România. Dân số thời điểm năm 2002 là 2594 người.